# Alexandra Escobar
Alexandra Escobar, née le 17 juillet 1980 à Esmeraldas, est une haltérophile équatorienne.
Elle a fait partie de l'équipe équatorienne aux Jeux olympiques d'Athènes (2004), de Pékin (2008) et de Londres (2012). À Pékin, elle était porte-drapeau de son pays.
Aux Jeux sud-américains de 2010, à Medellin, elle a remporté la médaille d'or dans la catégorie des 58 kg.
Aux Jeux panaméricains, elle a gagné la médaille d'or à trois reprises : 2003 (Saint-Domingue), 2007 (Rio de Janeiro) et 2011 (Guadalajara).